# Charopinesta suavis
Charopinesta suavis är en snäckart som beskrevs av Tom Iredale 1944. Charopinesta suavis ingår i släktet Charopinesta och familjen Charopidae. Inga underarter finns listade i Catalogue of Life.